# Португальский язык в Восточном Тиморе
Португальский язык в Восточном Тиморе — с 2002 года один из двух официальных языков (наряду с автохтонным языком тетум) независимой республики Восточный Тимор. В отличие от других португалоязычных стран, португальский язык в Восточном Тиморе в основном пока выступает как второй язык или же как первый иностранный для автохтонного населения республики. Истории обоих языков на острове тесно переплетены, и они обогащают друг друга заимствованиями. Число носителей португальского языка как родного невелико (около 1 % населения). В основном это метисы смешанного португальско-тиморского происхождения, которые, тем не менее, имеют довольно высокий социальный статус в стране, так как именно они были идеологами борьбы против Индонезийской оккупации Восточного Тимора в 1975—1999 годах. Около 5 % владеют им на уровне родного, 25 % — хорошо. В целом по переписи 2010 года 36,7 % жителей ответили, что они владеют португальским в той или иной степени.

## История
Португальский язык — это наследие Португальской колониальной империи. Португальский Тимор был частью португальской Индонезии в 1586−1975 годах. Однако, количество португальских переселенцев на нём всегда было крайне незначительно, да и сами португальцы в качестве лингва франка острова использовали язык тетум. Во время португальского правления появилась и «окультуренная» форма последнего под названием «тетун-праса» (букв. «рыночный тетум»), который возник в столице страны, городе Дили, под сильным влиянием португальского языка. Интересно, что даже после революции в Португалии в 1974 году все политические партии Восточного Тимора выступали за сохранение португальского языка в стране, включая проиндонезийски настроенную АПОДЕТИ.

## Годы оккупации
В 1975 году Индонезия вторглась в Восточный Тимор, который стал её 27-й провинцией в 1976 году. Единственным официальным был объявлен индонезийский язык. Использование португальского языка в образовании, правительстве и СМИ было запрещено индонезийскими властями как угроза целостности страны. Тем не менее, последняя португальская школа Экстернату де Сан Жозе была закрыта властями только в 1992 году. Более того, на всём протяжении оккупации португальский язык продолжал оставаться основным языком антииндонезийского подполья, хотя его употребление сильно сократилось. Тем не менее, перепись 2010 года показала, что 18,6 % населения в возрасте с 6 лет и старше умеют говорить по-португальски.

## Независимость
Возвращение португальского в качестве официального языка страны объяснялось исторической и культурной общностью, общей религией (католичество) и поэтому вызвало одобрение со стороны Португалии и Бразилии, которые направили в страну финансовую и ресурсную помощь для его дальнейшего распространения. Однако данный шаг также вызвал волну критики и даже сарказма среди молодёжи страны, а также ряда англоязычных стран. Дело в том, что восточнотиморская молодёжь получила образование на индонезийском языке, который внезапно потерял свой статус, хотя и был оставлен в качестве рабочего языка республики наряду с английским. Негативные реакции англоязычных СМИ (в первую очередь США и Австралии) объяснялись обидой последних на восточнотиморскую элиту за её «неблагодарность» и нежелание объявлять официальным «престижный» английский язык.
Правительство Восточного Тимора проводит политику «реинтродуцирования» (повторного внедрения) португальского языка в стране. В рамках различных образовательных проектов Португалия, Бразилия и Кабо-Верде посылают своих преподавателей в Восточный Тимор для обучения португальскому языку восточнотиморских учителей, а также непосредственного преподавания в школах и университете Восточного Тимора. Образование в Восточном Тиморе по закону должно вестись на португальском языке, однако 85 % из 12 тысяч восточнотиморских учителей не владеет в достаточной мере португальским языком. По планам правительства, в ближайшие 10-20 лет учителя должны овладеть португальским языком в должной мере. Также эти страны принимают восточнотиморских студентов для обучения в своих университетах.
По соглашению правительства Восточного Тимора с правительством Португалии, в течение трёх лет, начиная с 2013 года, в Восточном Тиморе 173 португальских преподавателя будут повышать квалификацию восточнотиморских учителей в португальском языке.